# Kiwity (gromada)
Kiwity – dawna gromada, czyli najmniejsza jednostka podziału terytorialnego Polskiej Rzeczypospolitej Ludowej w latach 1954–1972.
Gromady, z gromadzkimi radami narodowymi (GRN) jako organami władzy najniższego stopnia na wsi, funkcjonowały od reformy reorganizującej administrację wiejską przeprowadzonej jesienią 1954 do momentu ich zniesienia z dniem 1 stycznia 1973, tym samym wypierając organizację gminną w latach 1954–1972.
Gromadę Kiwity z siedzibą GRN w Kiwitach utworzono – jako jedną z 8759 gromad na obszarze Polski – w powiecie lidzbarskim w woj. olsztyńskim na mocy uchwały nr 16 WRN w Olsztynie z dnia 4 października 1954. W skład jednostki weszły obszary dotychczasowych gromad Kiwity, Bartniki, Kobiela, Połapin, Rokitnik i Stoczek ze zniesionej gminy Kiwity w tymże powiecie. Dla gromady ustalono 17 członków gromadzkiej rady narodowej.
1 stycznia 1958 do gromady Kiwity włączono wsie Kierwiny i Konity, wieś i PGR Klejdyty oraz osadę Kłajty ze zniesionej gromady Kierwiny w tymże powiecie.
1 stycznia 1960 do gromady Kiwity włączono wieś Kiersnowo i osadę Rejsy ze zniesionej gromady Krekole w tymże powiecie.
31 grudnia 1967 do gromady Kiwity włączono część obszaru PGL nadleśnictwo Bartoszyce (168 ha) z gromady Lidzbark Warmiński w tymże powiecie.
Gromada przetrwała do końca 1972 roku, czyli do kolejnej reformy gminnej. 1 stycznia 1973 w powiecie lidzbarskim reaktywowano gminę Kiwity.